# Джошуа Даллас
Джошуа Пол (Джош) Даллас (англ. Joshua Paul "Josh" Dallas, нар. 18 грудня 1978, Луїсвілл) — американський актор кіно і телебачення, який зіграв роль Фандрала у фільмі «Тор», а також відомий по ролі Прекрасного Принца\Девіда Нолана в телесеріалі каналу ABC «Якось у казці».

## Біографія
У віці 15 років в 1997 році Джош закінчив Вищу Школу Нью Албані, штату Індіана, де він вивчав театральне мистецтво під керівництвом Девіда Лонгеста. У 16 років він отримав стипендію Сари Екслі, яка фінансувала його навчання театрального мистецтва в Консерваторії Монтвью в Лондоні.

## Особисте життя
У 2003 році Джош познайомився з актрисою Ларою Пюльве, коли прибув до Великої Британії для навчання театрального мистецтва завдяки стипендії. Вони одружилися в 2007 році на Різдво в графстві Девоншир, а медовий місяць провели на Мальдівах.
2 грудня 2011 року в інтерв'ю на радіошоу Боба Ріверса Джош заявив, що він і Лара Пюльве розлучилися.
З осені 2011 року, за словами Джоша, у нього з партнеркою по серіалу «Якось у казці» Джінніфер Ґудвін зав'язався роман, який в підсумку переріс у більш міцні відносини. В жовтні 2013 пара побралася. 12 квітня 2014 вони одружилися. У подружжя є син — Олівер Фінлі Даллас (нар. 29.05.2014). 17 листопада 2015 року, пара оголосила, що чекає своєї другої дитини. 1 червня 2016 року у них народився син Хьюго Вілсон Даллас.

## Фільмографія
| Рік       |    | Українська назва         | Оригінальна назва                | Роль                         |
| --------- | -- | ------------------------ | -------------------------------- | ---------------------------- |
| 2006      | с  |                          | Ultimate Force                   | Ткач                         |
| 2008      | ф  | 80 хвилин                | 80 Minutes                       | Флойд                        |
| 2008      | с  | Доктор Хто               | Doctor Who                       | Статуя в бібліотеці          |
| 2009      | ф  | Боксер                   | The Boxer                        | Бен                          |
| 2009      | ф  | Спуск 2                  | The Descent: Part 2              | Грег                         |
| 2009      | тф | Останні дні братів Леман | The Last Days of Lehman Brothers | Ейс                          |
| 2010      | с  | Гроші                    | Money                            | Спанк Девіс                  |
| 2010      | ф  | Примара машина           | Ghost Machine                    | Брег, голос                  |
| 2010      | с  | Гаваї 5-0                | Hawaii Five-О                    | Бен Басс                     |
| 2011      | с  | C.S.I.: Місце злочину    | CSI: Crime Scene Investigation   | Кіп Вудман                   |
| 2011      | ф  | Тор                      | Thor                             | Фандрал                      |
| 2011      | тф | Пять                     | Five                             | Генрі                        |
| 2011—2018 | с  | Якось у казці            | Once Upon a Time                 | Прекрасний Принц/Девід Нолан |
| 2012      | ф  | Червоні хвости           | Red Tails                        | Райан                        |
| 2016      | мф | Зоотрополіс              | Zootopia                         | свинья (голос)               |
| 2018—2023 | с  | Маніфест                 | Manifest                         | Бен Стоун                    |